# Język teribe
Język teribe (inne nazwy: térraba, tiribi, teribe, norteño, quequexque, naso) – język, którym posługują się Indianie z plemienia Naso (zwanego również Teribe) w północno-zachodniej Panamie, w prowincji Bocas del Toro oraz na niewielkim obszarze Kostaryki (tam już prawie wymarły).
Należy do rodziny języków czibczańskich. Używany aktualnie przez ok. 3 tys. osób, które jednocześnie posługują się językiem hiszpańskim.
Jest językiem typu OVS.